# 산적의 딸 로냐 (영화)
산적의 딸 로냐(Ronja Rovardotter, Ronja Robbersdaughter)는 노르웨이에서 제작된 타제 다니엘손 감독의 1984년 가족, 모험, 드라마, 판타지 영화이다. 1984년 12월 14일 스웨덴에서 상영되었다. 1981년에 아스트리드 린드그렌이 발표한 소설 산적의 딸 로냐에 기반을 둔다.

## 출연
- 보르즈 알스테트
- 레나 니먼
- 페르 오스카르손
- 앨런 에드월
- 토미 코버그
- 필리프 산덴

## 제작진
- 원작자: 아스트리드 린드그렌